# Жълъойски район
Жълъойски район (на казахски: Жылыой ауданы) е съставна част на Атърауска област, Казахстан, обща площ 25 950 км2 и население 83 542 души (по приблизителна оценка към 1 януари 2020 г.). Административен център е град Кулсаръ.